# Sheldon Rankins
Sheldon Taylor Rankins (* 2. April 1994 in Covington, Georgia) ist ein US-amerikanischer American-Football-Spieler. Er spielt, wie schon 2023, für die Houston Texans in der National Football League (NFL) auf der Position des Defensive Tackles. Von 2016 bis 2020 stand Rankins bei den New Orleans Saints unter Vertrag, von 2021 bis 2022 bei den New York Jets und 2024 bei den Cincinnati Bengals.

## College
Rankins besuchte die University of Louisville und spielte für deren Team, die Cardinals, von 2012 bis 2015 erfolgreich College Football, wobei er nicht nur 133 Tackles setzen konnte, sondern ihm auch 18,0 Sacks sowie ein Touchdown gelangen.

## NFL
Beim NFL Draft 2016 wurde er in der ersten Runde als insgesamt 12. Spieler von den New Orleans Saints ausgewählt und erhielt einen Vierjahresvertrag über 12,8 Millionen US-Dollar. Ein Wadenbeinbruch, den er während der Vorbereitung erlitt, machte eine Operation notwendig, weswegen er in seiner Rookie-Saison nur in neun Partien auflaufen konnte.
2017 bestritt er alle Spiele als Starter. Gegen die Buffalo Bills gelang Rankins seine erste Interception.
2018 konnte sich Rankins erneut verbessern, er lief wiederum in allen Spielen der Regular Season als Starter auf und ihm gelangen 8,0 Sacks. In der Divisional-Play-off-Partie gegen die Philadelphia Eagles zog er sich allerdings einen Achillessehnenriss zu, der eine sofortige Operation nötig machte, wodurch die Spielzeit für ihn zu Ende war.
2019 konnte Rankins zehn Partien bestreiten, bevor er erneut mit einer Knöchelverletzung auf die Injured Reserve List gesetzt werden musste.
Im März 2021 unterschrieb Rankins einen Zweijahresvertrag über 17 Millionen Dollar bei den New York Jets. Nach Vertragsende unterschrieb er für ein Jahr bei den Houston Texans.
Im März 2024 nahmen die Cincinnati Bengals Rankins für zwei Jahre unter Vertrag. Er kam verletzungs- und krankheitsbedingt nur in sieben Spielen für die Bengals zum Einsatz. Im Februar 2025 wurde Rankins von den Bengals entlassen. Daraufhin kehrte er im März 2025 zu den Houston Texans zurück.